# سحابی دیاستروفوس
سحابی دیاستروفوس گونه ای است که گال ها را ایجاد می نماید، که نام مرسوم آن زنبور گال گره سیاه توت است. گیاه میزبان این نوع زنبور شبنم شمالی است.